# Haplochelidon
Haplochelidon is een geslacht van zangvogels uit de familie zwaluwen (Hirundinidae). Het geslacht komt niet meer voor op de versie 11.2 van de IOC World Bird List

- Orochelidon andecola  synoniem: Haplochelidon andecola– andeszwaluw